# 218 a.C.

## Eventos
- Públio Cornélio Cipião e Tibério Semprônio Longo, cônsules romanos.
- Irrompe a Segunda Guerra Púnica: 
  - O exército romano, sob o comando de Cneu Cornélio Cipião Calvo, entra pela primeira vez na Península Ibérica, como resposta à conquista de Sagunto, por Aníbal.
  - Novembro: Batalha de Ticino - Aníbal derrota os Romanos sob Públio Cornélio Cipião numa pequena luta de cavalaria.
  - 18 de Dezembro: Batalha do Trébia - Aníbal derrota os Romanos sob Tibério Semprônio Longo, que atacou de forma inconsequente.